# Clytie suppura
Clytie suppura är en fjärilsart som beskrevs av Edward P. Wiltshire 1969. Clytie suppura ingår i släktet Clytie och familjen nattflyn. Inga underarter finns listade i Catalogue of Life.